# Subimago
Le Subimago est un stade de développement chez certains insectes aquatiques. C'est un insecte mobile (à la différence du stade chrysalide), incomplet et sexuellement immature (sauf chez les éphémères de la famille des Palingeniidae qui produisent des subimagos capables de se reproduire, mais sans forme adulte véritable), bien qu'évoquant assez fortement la forme adulte définitive, l'imago.
Ce stade subimagal précédant l'imago existe chez le mâle et la femelle de certaines espèces. C'est la période durant laquelle l'insecte acquiert toutes ses caractéristiques adultes. Cette période est très brève (rarement plus de 24 h, comme le sera d'ailleurs la durée de vie de l'imago). Chez certaines espèces, ce stade subimago peut ne durer que quelques minutes avant que l'insecte n'entame à nouveau une mue qui le transformera en adulte. Chez d'autres il dure plusieurs heures.
Le passage par un stade subimago est rare dans le monde des insectes. Il est réputé être un caractère primitif, relique de l'évolution.

## Exemple

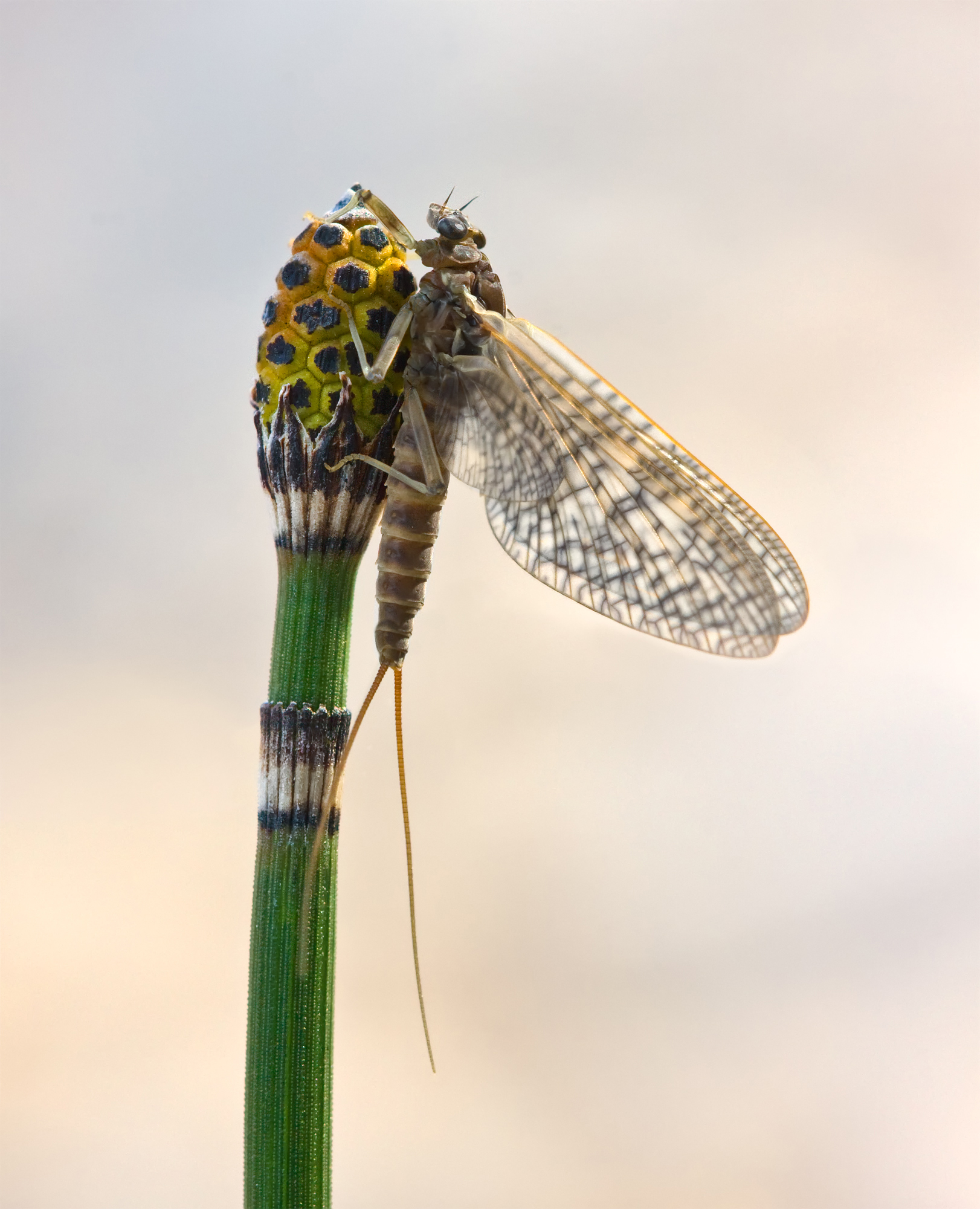
Subimago femelle de Rhithrogena germanica sur le sommet d'une tige de prêle des champs.

Un éphémère, après avoir passé des mois au fond d'une rivière au stade larvaire, entame son ascension vers la surface de l'eau. Il se débarrasse de sa « peau aquatique »  lors d'une avant-dernière mue ; Sa cuticule cède sur le dos du thorax, lui permettant de sortir la tête de l'eau, puis les pattes, puis son abdomen. Le sang (hémolymphe) est alors dirigé vers les ailes pour les déplier pour la première fois. C'est le stade subimago.
L'insecte doit alors prendre le temps de laisser sécher et durcir ses ailes. Il est alors souvent une proie facile pour tous les « poissons moucheurs », certains oiseaux et d'autres insectivores[évasif]. S'il a survécu à ce stade, l'insecte s'envole pour chercher rapidement un lieu tranquille dans la ripisylve, où il entame son ultime mue qui le transformera en imago.

## Différences avec le stade adulte
- Le subimago est généralement plus terne que l'imago.
- Les cerques (ou cercoïdes) sont plus courts.
- Les ailes peuvent être très colorées à presque noires (chez Baetis niger par exemple). Mais une fois au stade d'imago, l'éphéméroptère a la plupart du temps les ailes transparentes (même si la présence de nervures noires, comme pour Ephemera danica, ou de taches plus foncées peut en changer l'apparence, chez certaines espèces).
- Son vol est plus lourd.